# Inglot (Kosmetikhersteller)
Die INGLOT Sp. z o.o. ist ein polnischer Kosmetikhersteller mit Hauptsitz in Przemyśl. Seit 1983 ist INGLOT mit der Herstellung und dem Vertrieb von Kosmetikprodukten aktiv.

## Filialnetz
Inglot ist mit 727 Geschäften in über 70 Ländern aktiv. Im Jahre 2006 wurde die erste Inglot-Filiale außerhalb Polens in Montreal eröffnet.